# Brezje pri Veliki Dolini
Brezje pri Veliki Dolini je naselje v Občini Brežice.

## Prebivalstvo
Etnična sestava 1991:
- Slovenci: 147 (95,5 %)
- Hrvati: 6 (3,9 %)
- Srbi: 1